# Уиткин, Джоэл-Питер
Джоель-Питер Уиткин (англ. Joel-Peter Witkin; род. 13 сентября, 1939, в Бруклине, Нью-Йорк, США) — американский фотограф.

## Биография
Его отец был евреем, а мать принадлежала к Римской католической церкви. У него есть брат-близнец, Джером Уиткин, который занимается реалистической живописью. Родители развелись, когда Уиткин был ещё совсем юным, на почве религиозных разногласий. Он посещал грамматическую школу Святой Цецилии в Бруклине, а позже пошёл в среднюю школу имени Кливленда.
Во время Вьетнамской войны работал военным фотографом (1961-64). В 1967 начал работать самостоятельно, став официальным фотографом фирмы City Walls Inc. Позже он присоединился к Cooper Union в Нью-Йорке, где учился скульптуре и получил ученую степень бакалавра искусств в 1974 году.
После получения ученой степени в Университете штата Колумбия, он закончил своё образование в Университете Нью-Мексико в Альбукерке, где ему присудили звание магистра изящных искусств.

## Творчество
Уиткин считает, что на его миросозерцание повлиял случай из далекого детства — автокатастрофа, которая произошла прямо перед его домом, в результате которой маленькой девочке оторвало голову. Также среди факторов он называет семейные неурядицы. Его любимый художник — Джотто, но больше всего на его работы оказали влияние сюрреалисты, особенно Макс Эрнст, и искусство барокко. В плане фототехники ориентируется на дагерротипы и на работы Э. Беллока. Часть работ Уиткина перекликается с работами Иеронима Босха.
Типичная для Уиткина тематика — смерть, телесность, отдельные части тела, маргинальные индивиды (транссексуалы, гермафродиты, карлики). Его тщательно выстроенные картины часто отсылают зрителя к классической живописи или религии и мифам. Его искусство долгое время маргинализировали из-за вызова, который художник бросает зрителям. Трансгрессивная тематика, к которой обращается Уиткин, способна эпатировать неподготовленного зрителя.
При создании фотографий Уиткин прибегает к таким методам физического воздействия, как царапание негативов, тонирование отпечатков и нанесение на них пятен, а также техника, известная как «руки-в-реактивах». Несмотря на то, что Уиткин стоит особняком ему удалось добиться признания и занять свое место в мире искусств.

## Интервью
- Артур Рудзицкий. Великий и ужасный : Интервью с Джоелем Виткиным http://aej.org.ua/interview/392.html
- Джоэл-Питер Уиткин: «К работе с моделями я подхожу с этических позиций. Работаю только с невостребованными телами…» АртГид (12 февраля 2014).